# Natalja Jakowlewna Danko
Natalja Jakowlewna Danko (russisch Наталья Яковлевна Данько; * 1892 in Tiflis; † 18. März 1942 in Irbit) war eine sowjetische Bildhauerin und Leiterin der Kaiserlichen (Staatlichen) Porzellanmanufaktur in Leningrad.

## Leben und Wirken

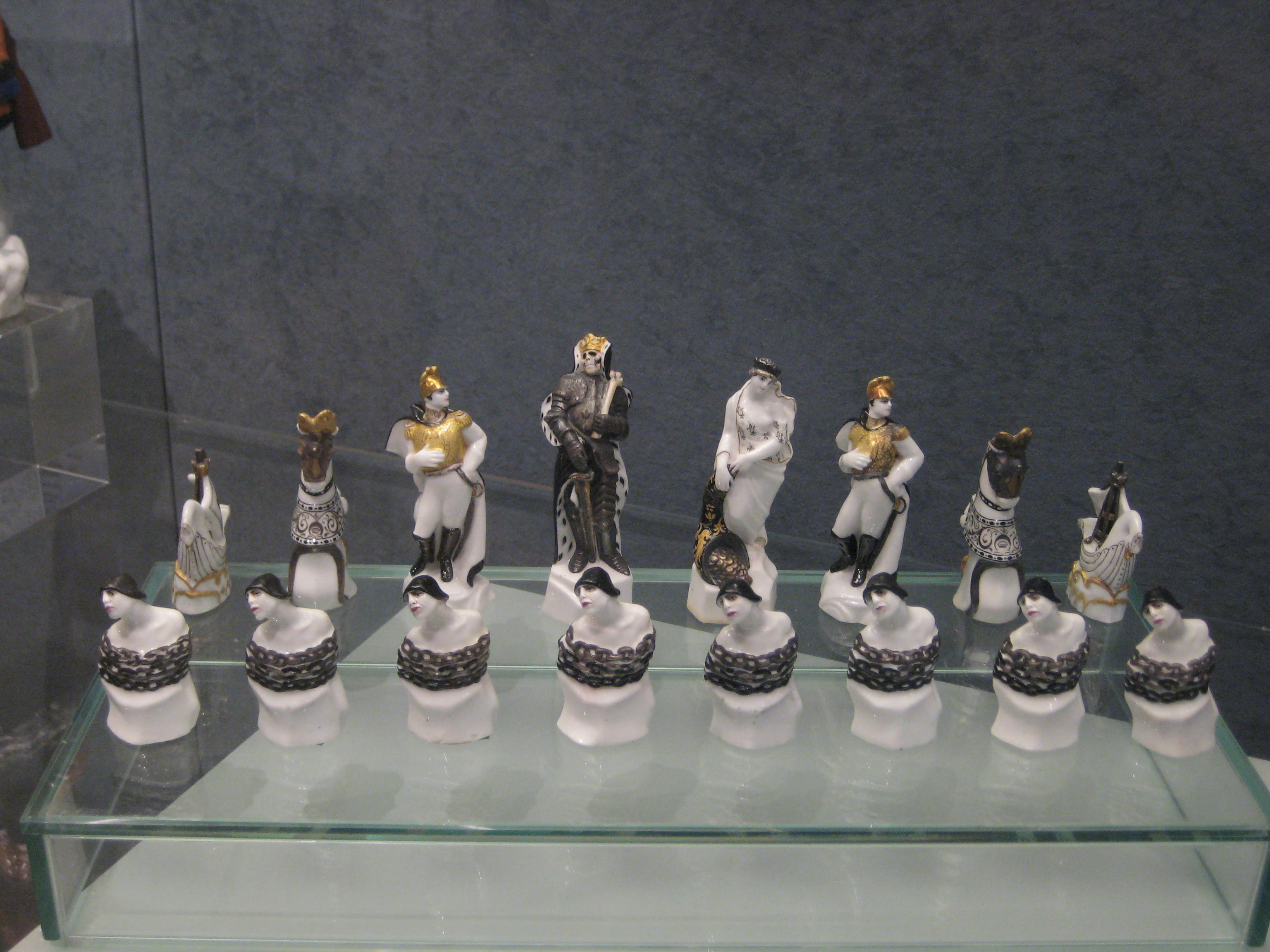
Schachfiguren von 1922

Natalja Danko begann ihr Studium im Jahr 1900 an der Zentralen Stroganow-Schule in Moskau. 1902 folgte der Besuch der städtischen Kunstschule in Wilna. 1908 zog sie nach St. Petersburg, wo sie in den Ateliers von M.L. Dillon und L.W. Sherwood Unterricht nahm.
1909 erreichte sie eine Anstellung in der Werkstatt für dekorative monumentale Skulpturen des Malers W. W. Kuznezow. Als Kuznezow zum Leiter der Skulpturenabteilung in die Kaiserliche Porzellanfabrik berufen wurde, folgte sie ihm 1914 als seine Assistentin.
Bald nach der Oktoberrevolution wurde die Kaiserliche  in Staatliche Manufaktur umbenannt und dem Kommissariat für Erziehung unterstellt. Kuznezow verließ seine Arbeitsstätte und Natalja Danko wurde 1919 seine Nachfolgerin. In dieser Funktion prägte sie wesentlich die Arbeiten der Manufaktur bis 1941. Ihre Halbschwester Jelena Danko arbeitete dort von 1919 bis 1924 als Porzellanmalerin.

## Agitationsporzellan

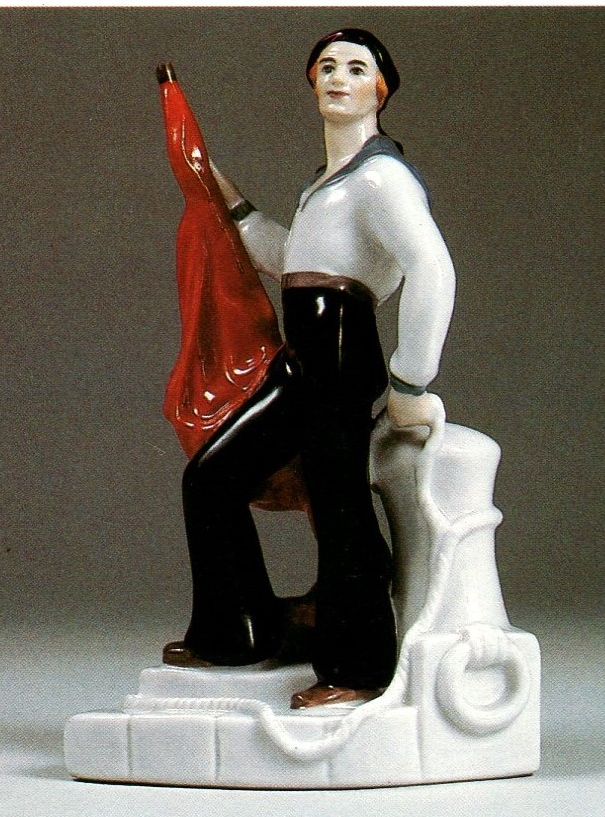
Fahnenträger

Unter dem Einfluss von Bürgerkrieg und politischem Umbruch begannen die Künstler der Manufaktur Schüsseln, Tabletts und Teller von Weißporzellan aus vorrevolutionärer Zeit mit Kompositionen aus Agitations-Parolen und -Symbolen zu bemalen. Sie entwarfen Figurengruppen, die das Volk der Werktätigen darstellten. Damit entstand eine thematisch und stilistisch völlig neue Art der Porzellankunst. Sie erlangte Weltberühmtheit und wurde in großer Auflage verbreitet.

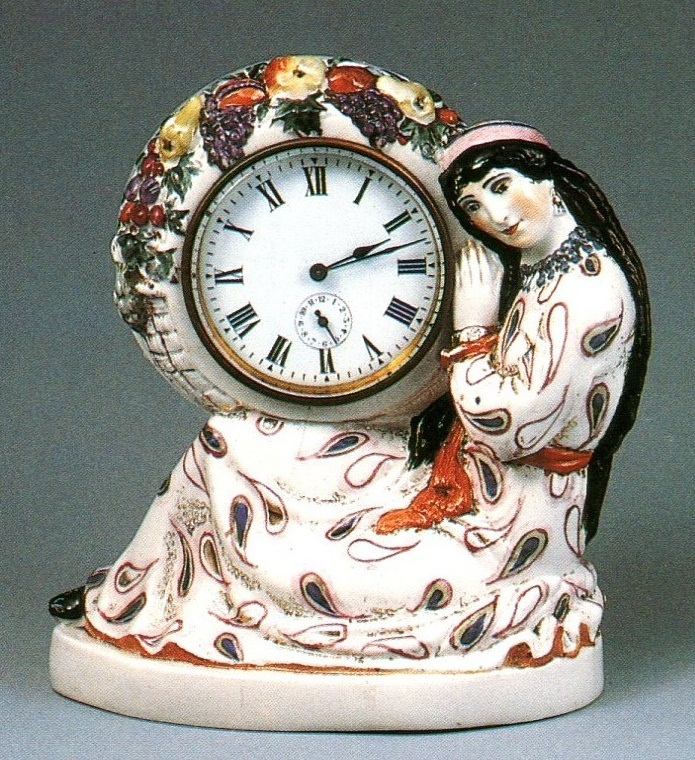
Uhrenständer mit der Figur einer Usbekin in Landestracht um 1920

311 dieser Werke stammten von Natalja Danko. Eine Reihe von ihnen zeichneten einen nachrevolutionären Menschentyp, wie die Fahnenstickerin, Partisan auf dem Marsch, die Arbeiterin, die eine Rede hält, Milizionärin. Später entstanden wieder mehr rein dekorative Stücke wie Puderdose der Kaufmannsfrau oder Salzschälchen mit Mädchenkopf. Berühmt wurde ihre Figur der populären Dichterin Anna Achmatowa. Ihre Schwester Jelena Danko bemalte viele der Figuren. Auch sie gehörte zu den Vertretern der neuen politisch eingefärbten Kunstform.
In den Zwanziger Jahren wurde das post-revolutionäre Porzellan zum wichtigen Exportartikel der Sowjetunion. 1925 präsentierte die Manufaktur rund 300 dieser Werke auf der Weltausstellung in Paris und erhielt eine Goldmedaille. Eine Reihe erfolgreicher Verkaufsausstellungen folgten. 1925 erhielt die Manufaktur den Namen Lomossonow-Manufaktur.
Wegen der Kriegsereignisse wurde die Manufaktur im Februar 1942 nach Irbit verlegt. Am 18. März 1942 starben die Schwestern Natalja und Jelena dort bei einem Bombenangriff. Ihre Werke sind vor allem im Staatlichen Keramikmuseum Kuskowo in Moskau zu sehen.